# Hwasa
Ahn Hye-jin (hangul: 안혜진; Jeonju, Jeollabuk-do, 23 de julio de 1995), más conocida como Hwasa, es una cantante, compositora, rapera y bailarina surcoreana. Es integrante de Mamamoo, donde se desempeña como vocalista y rapera. En febrero de 2019, debutó como solista con el lanzamiento de la canción «Twit».

## Biografía
Hwasa nació el 23 de julio de 1995 en Jeonju. Su familia está compuesta por sus padres y dos hermanas mayores. Anteriormente, su familia era muy pobre por lo que su tío, quien falleció en septiembre de 2017, asumió los principales gastos financieros durante la estadía de Hwasa en Seúl. Asistió a Wongwan High School of Performing Arts, donde conoció a Wheein, su futura compañera de grupo.

## Carrera

### Predebut
En 2012, antes de su debut, Hwasa fue invitada a participar en la grabación de la canción «Ottogi (Club House Ver.)» de Solbi. En 2013, participó en la grabación de la canción «Fingernail» de Phantom. Después de eso, grabó el rap para el sencillo «Break Up for You, Not Yet for Me» de Standing Egg y Park Shin-hye.

### 2014-17: Debut y actividades como solitario
Hwasa hizo su debut como parte de Mamamoo en junio de 2014, convirtiéndose en la integrante más joven. Inicialmente, la cantante quería debutar bajo el seudónimo de Petzi (un personaje de un cuento de hadas coreano para niños), pero poco antes de su debut lo cambió. En una entrevista, Hwasa habló sobre los inicios de Mamamoo y la reacción del público al respecto: «Mucha gente se quejó de mi apariencia. Dijeron: "¿Cómo puede alguien como ella estar en un grupo de chicas?" Querían que dejara el grupo. La gente pensaba que mis gestos y accesorios en el escenario eran extraños. Gracias a esos comentarios, pude volverme más fuerte. Me motivaron a cambiar de opinión.»
El 29 de agosto de 2014, Baechigi lanzó un sencillo titulado «Boy Jump» en el que Hwasa participó como vocalista e incluso protagonizó el vídeo musical. El 1 de diciembre, se publicó un vídeo con el título «Pink Panties» en el canal de Mamamoo en YouTube. La canción fue escrita por Hwasa y tenía una historia interesante que luego fue conocida por todos los fanáticos del grupo. Sin embargo, la canción no se incluyó en ningún álbum y se interpretó únicamente en Moosical, la primera gira del grupo.
Al comienzo de su carrera, Hwasa no solía ir sola a programas para promocionarse. Su debut en el mundo del entretenimiento de forma solitaria tuvo lugar en 2015 en el programa de radio Radio K-Pop Planet. El 17 de febrero del mismo año, participó en la canción «Drinks Up» de Ja Mezz. El 24 de julio, participó en la grabación de la canción «Mileage» de Primary. El 20 de agosto, actuó con Hyuna en una presentación de M! Countdown como invitada para la canción «Ice Ice».
El 10 de junio de 2016, se lanzó la canción «Ddang», una colaboración entre Suran y Hwasa. El 2 de agosto, colaboró con G2 en la canción «Nice» de Basick. El 10 de septiembre, Mamamoo fue invitado a un juego de béisbol contra KIA Tigers en KT Wiz Park en Suwon, donde Hwasa fue la lanzadora. El 17 de abril de 2017, Hwasa colaboró por primera vez con Esna en su sencillo «Loves Come». El 14 y 21 de mayo, apareció en King of Mask Singer, donde ganó la primera ronda con «Bang Bang Bang» de Big Bang, pero perdió la siguiente con «Is There Anybody?». Más tarde, las grabaciones fueron lanzadas como bandas sonoras para el programa titulado King of Mask Singer Part.112. A finales del año, después del éxito de Purple de Mamamoo, Hwasa participó por primera vez en una publicidad, siendo esta para LG Electronics.

### 2018: «Don't Give It To Me» yI Live Alone
El 13 y 20 de abril, Hwasa protagonizó los episodios 7 y 8 del programa Hyena on the Keyboard. En el programa, Hwasa grabó una canción con el rapero Loco y el compositor Woogie. La canción fue lanzada el 21 de abril con el título «Don't Give It To Me». Debido a su popularidad, Hwasa, Loco y Woogie se presentaron en Music Bank el 27 de abril. El 5 de mayo, Hwasa también asistió al concierto de Loco, Locomotive 2018. Casi dos semanas después, el 19 de mayo, Hwasa protagonizó el episodio 128 de Knowing Bros con Hyoyeon, Hwangbo y Dayoung. El 8 de junio, apareció en un episodio del programa I Live Alone. Su aparición en el programa causó sensación, debido a que mostró un lado más real de ella. El episodio fue tendencia en Naver. Según Nielsen Korea, el episodio ocupó el primer lugar en su intervalo de tiempo, recibiendo una calificación de los espectadores de un 10.0%, que es 1% más de lo que recibió el episodio anterior. Un pequeño fragmento del programa, en el que Hwasa fue a comer gopchang (un plato coreano), llevó al hecho de que en algunos establecimientos que los sirven, los ingredientes para cocinar se agotaron y tuvieron que cerrar antes de lo habitual. En algunos restaurantes, las ventas aumentaron diez veces, y el restaurante que la cantante visitó en el programa se llenó de clientes.
El 15 de junio, Hwasa asistió a la apertura de la tienda Magnum en Gangnam. Hwasa ocupó el primer lugar en el índice de reputación de marca de grupos femeninos del 15 de mayo al 16 de junio, ganando 3 672 053 puntos de reputación, que es 222.02% más de lo que obtuvo el mes anterior. El 20 de junio, se anunció que el equipo de I Live Alone filmaría otro episodio con Hwasa. El episodio de emitió un mes después. Al día siguiente, se reveló que la cantante, junto con Wheein, Eunji y Chorong de Apink, fue invitada al programa Life Bar. El episodio se emitió en julio. En el programa, Hwasa dijo que recibió tarjetas de agradecimiento por aumentar las ventas de gopchan, galletas de algas marinas y mariscos fritos (que comió en Let's Eat Dinner Together). También en el programa You Hee-yeol's Sketchbook que visitó el 21 de julio, dijo que recibió un certificado por valor de 1 millón de wones de parte de la Asociación de Ganado de Corea por visitar un restaurante de gopchan en particular. El 24 de agosto, participó en el sencillo de Woodie Gochild, «Cotton Candy».
En septiembre, Hwasa fue declarada el rostro de The North Face Korea. El 29 de octubre, se anunció que Hwasa se convertiría en modelo publicitaria para la marca de chocolate Crunky. Curiosamente, Hwasa se convirtió en la primera modelo femenina, porque antes, Crunky solo estaba representada por modelos masculinos para mantener una imagen «dura». El 6 de noviembre, se lanzó la canción «Treat Me Bad», una colaboración entre K.Will y Hwasa. El 1 de diciembre, Hwasa y Loco ganaron el premio Hot Trend Award por «Don't Give It To Me» en los Melon Music Awards y el 22 de diciembre en los KBS Entertainment Awards. El 29 de diciembre, Hwasa ganó su primer premio en solitario en los MBC Entertainment Awards como «Rookie of the Year (Female)» por participar en I Live Alone.

### 2019-presente: Debut como solista yMaría
El 22 de enero, RBW confirmó que Hwasa debutaría como solista en febrero. El 6 de febrero, la agencia reveló la fecha del debut, que sería el 13 de ese mes. La primera foto conceptual fue lanzada el 8 de febrero. El 9 y 10 de febrero, se publicaron la segunda y tercera imagen teaser. El 11 de febrero, se lanzó la cuarta imagen. El 12 de febrero, se publicó el teaser del vídeo musical. El 13 de febrero, se lanzó el sencillo «Twit», junto a su videoclip. La canción se ubicó en el primer puesto de listas musicales locales como Melon, Genie, Bugs, Soribada, y Olleh Music. Las promociones iniciaron en M! Countdown el 14 de febrero. En marzo, Hwasa participó en el proyecto del décimo cumpleaños de You Hee-yeol para su programa You Hee-yeol's Sketchbook. Para Sketch of You Hee-yeol Project 10 Years, Hwasa grabó tres sencillos que fueron lanzados el 9, 16 y 23 de marzo, respectivamente. A finales de marzo, se convirtió en modelo publicitaria de la marca Coca Cola, promocionando Gold Pick Tea. A principios de abril, aparecieron artículos publicitarios y fotografías de Hwasa como modelo para la marca de cosméticos Rarekind. Después de eso, se lanzó una canción publicitaria y un vídeo para MBC Brandsong en el que participaron Hwasa y sus compañeros de I Live Alone. El 23 de mayo, junto con Wheein y Kim Hyun-chul, lanzó el sencillo «Two Girl Love a Man».
En junio, Hwasa se convirtió en modelo de un parque acuático llamado Caribbean Bay para el cual protagonizó varios comerciales. En julio, Hwasa apareció en la portada de la edición de agosto de Cosmopolitan, mientras daba una entrevista. El 22 de agosto, Hwasa ganó el premio «Social Artist Award» en Soribada Best K-Music Awards. El 11 de octubre, se lanzó un sencillo digital titulado «In the Fall», el cual es una colaboración de ella y Woogie. En octubre protagonizó un anuncio para Ramen Ottogi. Además, como parte de una sesión de fotos para la edición de noviembre de la revista Vogue Korea, Hwasa utilizó la última línea de maquillaje de la marca Urban Decay, Naked Honey. En noviembre, se anunció que Hwasa, junto con Jung Hyun-moo y P.O, sería la anfitriona de los MBC Entertainment Awards. El 17 de diciembre, Hwasa ganó dos premios en Korea First Brand Awards: «Female Solo Artist» y «Female Idol Variety Star». El 19 de diciembre, Hwasa ganó el premio «Excellence in Variety» en MBC Entertainment Awards.
El 4 de enero de 2020, Hwasa ganó el premio como «Best Solo Artist» en los Golden Disc Awards. El 8 de enero, ganó el premio «Artist of the Year (Digital Music – Monthly)» gracias a «Twit» en los Gaon Chart Music Awards. A  mediados de enero, participó en una sesión de fotos con la marca de moda MCM, que se publicó en la edición de febrero de la revista Elle. Luego protagonizó comerciales para Los Sims 4. El 19 de febrero, Hwasa encabezó la lista de idols femeninas en TMI News. A finales del mes, se convirtió en embajadora de Adidas. Junto con los atletas Son Heung-min y Lee Jong-ho participó en la creación de una nueva línea de zapatillas Ultra Boost20. El 16 de marzo, RBW confirmó la noticia de que Hwasa colaboraría con la cantante británica Dua Lipa. El 18 de marzo, se lanzó la canción «Physical (Remix)». El 2 de abril, se lanzó la canción «Q», una colaboración entre ella y Onewe, sus compañeros de agencia. El 19 de abril lanzó la canción «Orbit» como banda sonora del drama The King: Eternal Monarch. Esta fue su primera banda sonora en solitario para el drama.
A principios de junio, RBW confirmó la noticia de que Hwasa estaba planeando un regreso para fines de junio. El 15 de junio, se dio a conocer más detalles del nuevo material. María, el nuevo miniálbum, se lanzó el 29 de junio, el cual contiene seis canciones, incluyendo «Twit» (2019). Días antes de su regreso, su agencia confirmó que no se presentaría en KCON: Tact 2020, debido a lesiones en su espalda. El 7 de julio, se anunció que Hwasa y otros artistas fueron invitados a Telegna, un programa de SBS. El episodio se emitió el 27 de julio. En agosto, Hwasa se unió a Refund Sisters, un grupo especial de chicas, que debutó el 10 de octubre para un programa de entretenimiento llamado Hangout with Yoo.

## Imagen pública

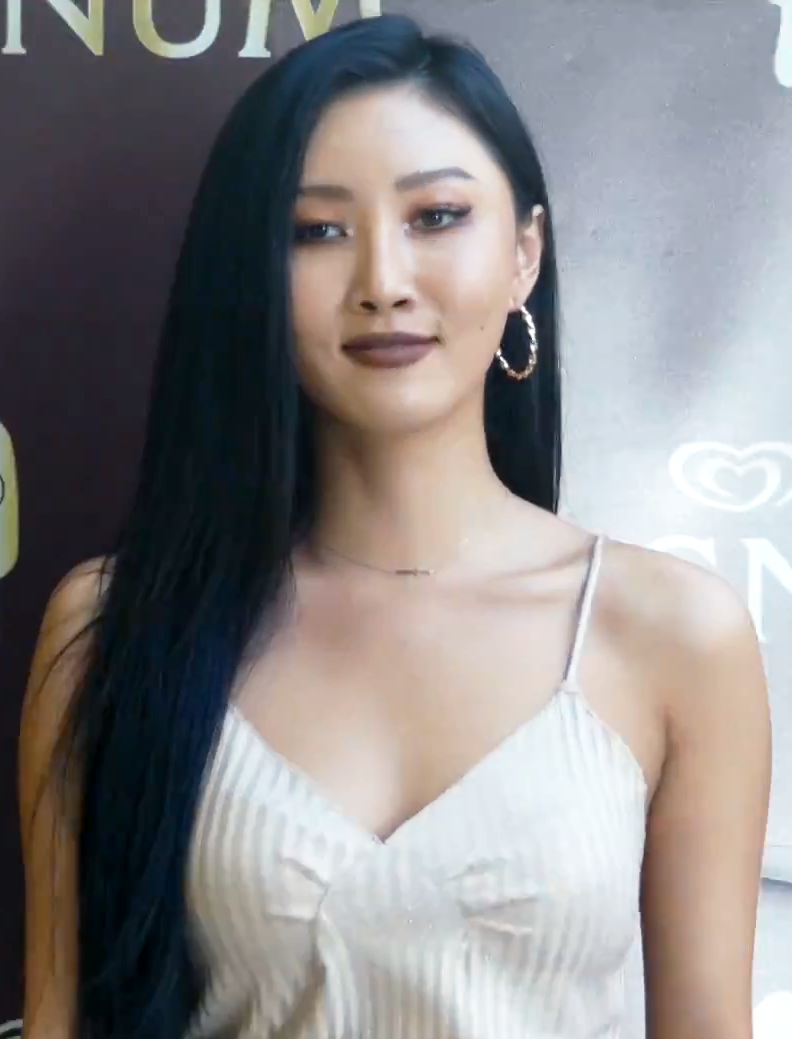
Hwasa en un evento en 2018

En Corea, Hwasa es considerada un símbolo sexual y es reconocida como una de las idols más sensuales en el escenario junto con Hyuna, Hyolyn y Choa.
En diciembre de 2018, Hwasa se presentó en los Mnet Asian Music Awards en Japón, y su actuación fue muy criticada en las redes sociales por su «excesiva sexualidad y vulgaridad». Más tarde, Hwasa dijo que Lee Hyori estaba tan impresionada con la actuación que le dio cien de sus vestidos favoritos.
Después de participar en programas de televisión, la calificación individual de Hwasa aumentó, como resultado de lo cual, desde junio de 2018, ha estado ocupando constantemente el top 10.
En enero de 2024, Hwasa fue parte de la Ceremonia de Inauguración de los Juegos Olímpicos de la Juventud de Gangwon 2024 en el Domo de PyeongChang.

## Discografía
EP
- 2020: María
- 2024: O

## Filmografía

### Programas de televisión
| Año       | Título              | Canal | Nota(s)                                          |
| --------- | ------------------- | ----- | ------------------------------------------------ |
| 2017      | King of Mask Singer | MBC   | Episodios 111–112 como «Follow Me Aerobics Girl» |
| 2018-act. | I Live Alone        | MBC   | Elenco regular                                   |